# 337 Девоса
337 Девоса (337 Devosa) — астероїд головного поясу, відкритий 22 вересня 1892 року Огюстом Шарлуа у Ніцці.